# Кобар
Кобар — місто в центральній частині західного Нового Південного Уельсу (Австралія), економіка якого базується переважно на видобутку чорних металів та золота.

## Історія
На початку свого існування зародилося як місце видобутку міді в 19 столітті і залишається головним чином шахтарським містом. Його назва, можливо, походить від слова аборигенів, що означає «червона земля». Походження міста датується 1869 або 1870 роками із заснування великої мідної шахти та подальших відкриттів міді, золота, срібла, свинцю та цинку. На початку 21 століття всі ці мінерали продовжували видобувати в околицях Кобара.

## Географія
Місто Кобар, розташоване в центральній частині (регіон Західних рівнин) Новий Південний Уельс, Австралія. Місто знаходиться в 712 км (442 милі) на північний захід від столиці штату Сідней. Він знаходиться на перехресті Шляху Кідмана та Бар'єрного шосе. Район місцевого самоврядування Кобар-Шир займає площу 44 065 квадратних кілометрів (17 014 квадратних миль). 

## Населення
Станом на 2019 рік в місті Кобар приблизна кількість постійного населення 4658 осіб з яких 63,6 відсотка населення в працездатному віці. 